# Lez-Fontaine

Lez-Fontaine este o comună în departamentul Nord, Franța. În 1 ianuarie 2022 avea o populație de 232 de locuitori.